# Siphocampylus nitidus
Siphocampylus nitidus är en klockväxtart som beskrevs av Johann Baptist Emanuel Pohl. Siphocampylus nitidus ingår i släktet Siphocampylus och familjen klockväxter. Inga underarter finns listade i Catalogue of Life.